# خيندروب غياتسو
خيندروب غياتسو (1838 م – 1856 م) الدالاي لاما الحادي عشر، ولد في غاثار في خام مينياك لأبويه تسيتان دهوندوب ويونغدرانغ بهوتي. عام 1841 اعترف به على أنه الدالاي لاما الجديد وأعطي اسم خيندروب غياتسو، وفي العام التالي توج في قصر بوتالا وهو في عمر الحادي عشر وأصبح راهباً مبتدئاً.
بالرغم من صغر سنه إلا أن خيندروب تمكن من تحمل أعباء مسؤولياته الروحية والسياسية ومتطلبات شعبه المختلفة. وفي عام 1856 مات بشكل مفاجئ في قصر بوتالا.

## مواضيع ذات صلة
- البوذية
- الدالاي لاما

## وصلات خارجية
- The Eleventh Dalai Lama, Khedrup Gyatso. Dalai lama.com
- الموسوعة البريطانية

| سبقه تسولتريم غياتسو | الدالاي لاما بين عامي 1838 - 1856 | تبعه ترينلي غياتسو |